# Nicolas Hunziker
Pour les articles homonymes, voir Hunziker.
Nicolas Hunziker, né le 23 février 1996 à Büsserach, est un ancien footballeur suisse qui évoluait au poste d'attaquant.

## Carrière
Il est considéré comme l'un des talents offensifs les plus prometteurs de Suisse, si bien que le Daily Mirror l'a surnommé le "Swiss Superkid",.
Nicolas Hunziker rejoint le Grasshopper Zurich lors du mercato d'été 2016 sous forme d'un prêt d'un an avec option d'achat. À la fin de son prêt, il est transféré au FC Thoune. Il quitte le club en 2019.
Il prend sa retraite en 2020, à 24 ans, à la suite d'une succession de blessures.

## Statistiques
| Saison                | Club                      | Championnat           | Championnat | Championnat | Coupe(s) nationale(s) | Coupe(s) nationale(s) | Compétition(s) continentale(s) | Compétition(s) continentale(s) | Compétition(s) continentale(s) | Total | Total |
| Saison                | Club                      | Division              | M.          | B.          | M.                    | B.                    | Comp.                          | M.                             | B.                             | M.    | B.    |
| 2015-2016             | FC Bâle                   | Super League          | 3           | 0           | 0                     | 0                     | C3                             | 0                              | 0                              | 3     | 0     |
| 2016-2017             | Grasshopper Zurich (prêt) | Super League          | 2           | 0           | 1                     | 2                     | C3                             | 0                              | 0                              | 3     | 2     |
| Total sur la carrière | Total sur la carrière     | Total sur la carrière | 5           | 0           | 1                     | 2                     | -                              | 0                              | 0                              | 6     | 2     |

## Palmarès
Il remporte le championnat de Suisse en 2015-2016 avec le FC Bâle.